# Campylobacteriose
Als Campylobacteriose bezeichnet man Erkrankungen, die durch Bakterien der Gattung Campylobacter verursacht werden. Campylobacter spp. können bei vielen Tierarten vorkommen und spielen eine Rolle als Auslöser von Lebensmittelinfektionen (Campylobacter-Enteritis des Menschen). Nachweise thermophiler Campylobacterstämme bei Rindern, Schafen, Ziegen, Hunden, Katzen und Geflügel (einschl. Tauben) unterliegen in Deutschland der Meldepflicht. In Österreich unterliegen die Infektionen der Anzeigepflicht.
Spezifische Campylobacteriosen sind:
- Enzootischer Campylobacter-Abort des Schafs
- Enzootischer Campylobacter-Abort des Rindes